# Układ pozapiramidowy
Układ pozapiramidowy, układ podkorowy, układ ruchowy prążkowiowy (łac. systema extrapyramidale) – część układu nerwowego, wraz z układem piramidowym biorąca udział w wykonywaniu przez organizm czynności ruchowej. Jeśli jednak układ piramidowy zajmuje się czynnościami, które wymagają skupienia (np. nauka jazdy na rowerze, nauka pisania), to układ pozapiramidowy powoli przejmuje i automatyzuje czynności, które wcześniej były pod kontrolą układu piramidowego. Układ pozapiramidowy jest więc układem wspomagającym, odciążającym od skupiania się nad codziennymi czynnościami, umożliwiający człowiekowi automatyzację pewnych ruchów. Współdziała w wyzwalaniu ruchów dowolnych i regulowaniu napięcia mięśni szkieletowych.

## Anatomia
W układzie pozapiramidowym wyróżnia się następujące składowe anatomiczne:
- prążkowie (jądro ogoniaste + skorupa)
- gałkę bladą
- jądro niskowzgórzowe
- jądra wzgórza: brzuszne przednie, brzuszne boczne i środkowo-pośrodkowe
- istotę czarną
- jądro czerwienne
- jądro konarowo-mostowe
- niektóre jądra wzgórza
- kora okolicy przedruchowej płata czołowego w 6 i 8 polach Brodmana

Połączenia tych struktur:
- między korą nową a prążkowiem
- między jądrem środkowo-pośrodkowym wzgórza a prążkowiem
- między istotą czarną a prążkowiem
- między prążkowiem a gałką bladą i częścią siatkowatą istoty czarnej
- między jądrem niskowzgórzowym a gałką bladą i zwrotnie, między gałką bladą a jądrem niskowzgórzowym
- między gałką bladą a jądrami wzgórza
- między gałką bladą a jądrem konarowo-mostowym (informacje GABA-ergiczne)
- między istotą czarną (częścią siatkowatą) a jądrami brzusznym bocznym i przyśrodkowym grzbietowym wzgórza
- między jądrami wzgórza brzusznym bocznym i środkowo-pośrodkowym a korą ruchową (pole 4)
- między jądrami wzgórza brzusznym przednim i brzusznym bocznym a korą przedruchową (pole 6)
- między jądrami wzgórza brzusznym bocznym i brzusznym przednim a korą przedruchową (pole 6)
- między jądrem konarowo-mostowym a gałką bladą i istotą czarną.

## Patologia
Z dysfunkcją układu pozapiramidowego wiążą się następujące patologie:
- choroba Parkinsona
- parkinsonizm
- choroba Huntingtona
- inne dyskinezy pląsawiczopodobne
- balizm i hemibalizm
- zwyrodnienie wątrobowo-soczewkowe.

Najważniejsze ruchy mimowolne w uszkodzeniu układu pozapiramidowego:
| Nazwa                           | Opis |
| ------------------------------- | --- |
| Ruchy pląsawicze (choreatyczne) | szybkie, obszerne ruchy kończyn, grymasy twarzy, karykaturalnie naśladujące ruchy dowolne                                            |
| Ruchy atetotyczne               | powolne ruchy palców rąk lub stóp, doprowadzające do niezwykłych ułożeń                                                              |
| Ruchy torsyjne                  | powolne, skręcające ruchy szyi lub tułowia                                                                                           |
| Ruchy baliczne                  | obszerne, gwałtowne ruchy kończyn, zwykle połowicze (hemibalizm), o charakterze wyrzucania                                           |
| Mioklonie (zrywania mięśniowe)  | krótkie, szybkie skurcze pojedynczych mięśni z niewielkim efektem ruchowym, przypominające efekt po podrażnieniu prądem elektrycznym |
| Drżenie (tremor)                | rytmiczne ruchy naprzemienne o niewielkiej zazwyczaj amplitudzie                                                                     |
| Tiki                            | stereotypowe, krótkie ruchy określonej części ciała, np. wzruszanie ramieniem, mrużenie oka itp.                                     |